# Euxoa comosa
Euxoa comosa är en fjärilsart som beskrevs av Morrison 1876. Euxoa comosa ingår i släktet Euxoa och familjen nattflyn. Inga underarter finns listade i Catalogue of Life.